# Heiner Bubb
Heiner Bubb (* 12. April 1943 in Würzburg) ist ein deutscher Arbeitswissenschaftler. Er war bis 2009 ordentlicher Professor für Ergonomie an der Technischen Universität München. Heiner Bubb ist einer der bedeutendsten Forscher auf dem Gebiet der Fahrzeugergonomie.

## Biografie
Heiner Bubb studierte nach seinem Abitur am Humanistischen Gymnasium in Eichstätt von 1962 bis 1968 technische Physik an der damaligen Technischen Hochschule München (TUM). Von 1968 bis 1975 war er als wissenschaftlicher Assistent am damaligen Institut für Ergonomie tätig und promovierte dort 1975 zum Thema Untersuchung über die Anzeige des Bremsweges im Kraftfahrzeug. Dabei wurde von ihm das kontaktanaloge Head-Up-Display (HUD) für Kraftfahrzeuge erfunden, das inzwischen als Augmented Reality HUD bezeichnet wird. Seine Habilitation im Jahre 1978 beschäftigte sich mit der Ergonomie des Mensch-Maschine-Systems und lieferte damit die Grundlagen für Aktive Stellteile. 1985 erfolgte die Berufung auf die Professur für Arbeitswissenschaft an der Katholischen Universität Eichstätt. Dort war er in den Jahren zwischen 1987 und 1990 Dekan und dann bis 1991 Prodekan der Philosophisch-Pädagogischen Fakultät. Von 1991 bis 1993 war er Mitglied des Senats der Katholischen Universität Eichstätt.
1993 wechselte Heiner Bubb als Professor an den Lehrstuhl für Ergonomie der 
Technischen Universität München als Nachfolger von Heinz Schmidtke. An der Fakultät für Maschinenwesen war er von 2005 bis 2007 Studiendekan und auch Sprecher der Studiendekane an der Technischen Universität München. 2009 übergab er den Lehrstuhl für Ergonomie an Klaus Bengler.
Zwischen 1997 und 2003 war Heiner Bubb Vorstandsmitglied, Präsident und Vize-Präsident der Gesellschaft für Arbeitswissenschaft (GfA).
Heiner Bubb betrieb die Internationalisierung des Studiums an der Technischen Universität München im Sinne des Bologna-Prozesses und förderte den internationalen wissenschaftlichen Austausch im Bereich der Ergonomie, insbesondere durch seine persönlichen Aktivitäten in Ungarn und den USA.
Heiner Bubb ist verheiratet, hat zwei Kinder und lebt in München. Er ist Mitglied der Katholischen Studentenverbindung K.St.V. Albertia München im KV. 2012 würdigte ihn der Verein Deutscher Ingenieure (VDI) mit der Verleihung des VDI-Ehrenzeichens.

## Forschung
Seine Forschungsschwerpunkte beschäftigen sich mit den Arbeitsfeldern Anthropometrie und digitalen Menschmodellen (Human Modeling), Menschliche Zuverlässigkeit, Kognitive Ergonomie bzw. Systemergonomie und Arbeitsgestaltung. Dazu hat Heiner Bubb über 120 Veröffentlichungen publiziert.
Mit herausragendem Nutzen für die praktische Anwendung sind seine Forschungsarbeiten für das digitale Menschmodell RAMSIS und seine Arbeiten zur Gestaltung des Fahrerarbeitsplatzes im Kraftfahrzeug zu nennen. Durch die weltweit große Verbreitung von RAMSIS bei den Großserienherstellern von Pkw und Lkw und die enge und intensive Zusammenarbeit mit Industrieunternehmen kommen viele Menschen in ihrem Alltag in den unmittelbaren Nutzen der ergonomischen Forschungsergebnisse von Heiner Bubb.